# Stadtmuseum Meppen
Das Stadtmuseum Meppen ist das stadtgeschichtliche Museum der emsländischen Kreisstadt Meppen. Es befindet sich an der Koppelschleuse am alten Ems-Hase-Kanal und bildet mit dem Emsland Archäologie Museum den musealen Kern des Kulturnetzwerks Koppelschleuse. 

## Historie
Die Pläne zur Einrichtung eines Heimatmuseums gehen auf den Meppener Bürgermeister Heinrich Lesker zurück, der von 1929 bis 1933 amtierte. Am 9. Dezember 1934 wurde das „Heimatmuseum Meppen“ im Anbau des Torhauses der Paulsburg eröffnet. Der damalige Bürgermeister Hans Kraneburg hatte die Einrichtung initiiert. Kurator und erster „Museumsleiter“ war der Lingener Lehrer Franz Wolf, der mit anderen ehrenamtlichen Heimatfreunden den Museumsbetrieb sicherstellte. Von 1954 bis 1957 wurde in der ehemaligen Landwirtschaftsschule in der Obergerichtstraße eine heimatkundliche Dauerausstellung zur Frühgeschichte des Emslands, regionalem Handwerk und Gewerbe und Heimatkunst präsentiert. Der größte Teil der Exponate stammte aus der Emslandausstellung, die im Mai 1951 in Meppen stattgefunden hatte. Die Ausstellungsstücke aus der Landwirtschaftsschule und die Sammlung des „alten“ Heimatmuseums in der Paulsburg wurden 1958 im „Heimathaus Emsland“ im Nordflügel des späteren Windthorst-Gymnasiums zusammengeführt und hier bis 1963 präsentiert.
Im Rahmen der 1150-Jahr-Feier der Stadt Meppen richtete 1984 eine Gruppe engagierter Heimatfreunde des Heimatvereins Meppen in zwei Räumen der ehemaligen Aren'bergischen Rentei eine kleine Ausstellung zur Stadtgeschichte Meppens ein. Es entstanden Pläne für eine dauerhafte Präsentation. Das klassizistische Gebäude wurde 1805 nach Plänen von August Reinking als Villa für den Kaufmann Ferdinand Frye errichtet und ab 1835 von den Arenberger Herzögen als Rentei genutzt. Am 11. Mai 1990 wurde das Stadtmuseum Meppen dort eröffnet. Die Museumsgruppe des Heimatvereins betreute es 30 Jahre lang ehrenamtlich. In der Zeit entstand eine umfangreiche stadtgeschichtliche Sammlung, die als Dauerausstellung gezeigt wurde. Daneben gab es jährliche Sonderausstellungen, die auch überregional wahrgenommen wurden.
Im Jahr 2018 initiierten der Landkreis und die Stadt Meppen einen Erweiterungsbau des Emsland Archäologie Museums an der Koppelschleuse und beschlossen, in Abstimmung mit dem Heimatverein Meppen zukünftig auch das Stadtmuseum hier unterzubringen, um die Institute als „Zwei Museen unter einem Dach“ zu präsentieren. Am 29. September 2020 wurde das neu eingerichtete Stadtmuseum Meppen an der Koppelschleuse eröffnet. Das Emsland Archäologie Museum hat bereits seit Mitte der 1990er Jahre dort seinen Sitz. Das Museum zeigt auf zwei Ebenen auf einer Fläche von knapp 800 Quadratmetern eine Dauerausstellung von der Ur- und Frühgeschichte des Emslands bis zur Geschichte der Stadt Meppen.